# Landing Savané
Pour les articles homonymes, voir Savané.
 (août 2008).
Landing Sané, né le 10 janvier 1945 à Bignona en Casamance, est un homme politique sénégalais.

## Formation
Landing Savané a l'occasion de découvrir les autres régions du pays, grâce aux affectations successives de son père, policier durant l'ère coloniale.
Il part poursuivre ses études en France. Après des classes préparatoires (Maths Sup et Maths Spé) à Toulon, il intègre l'INSEE où il obtient en 1969 un diplôme d'ingénieur statisticien économiste.

## Biographie
C'est alors qu'il s'engage dans l'activité politique. Maoïste comme beaucoup d'étudiants d'alors – Mai 68 n'est pas loin – il milite au sein de l'Association des étudiants sénégalais de France (AESF), d'abord en tant que Secrétaire général (1967-68), puis de Président (1968-69). Leur cible est alors la politique du président Léopold Sédar Senghor, jugée trop liée au passé colonial. C'est à Paris qu'il fait la rencontre de Marie-Angélique Sagna sa future femme.
Lorsque Savané rentre au Sénégal en 1969, Abdou Diouf, alors ministre du Plan, lui propose un poste de conseiller à la Direction des statistiques du ministère des Finances. Il poursuit néanmoins ses activités militantes dans la clandestinité. En 1973 il lance le mouvement Reenu-Rew qui crée en décembre 1974 le parti And-Jëf/Mouvement révolutionnaire pour la démocratie nouvelle. En 1975 lui-même et plusieurs de ses amis sont arrêtés et emprisonnés pour « atteinte à la sûreté de l'État ». Libéré un an plus tard, il travaille quelque temps comme expert auprès du Bureau international du travail (BIT) et du Comité inter-État de lutte contre la sécheresse au Sahel (CILSS).
Élu en 1981, Abdou Diouf instaure le multipartisme intégral, ce qui permet à Landing Savané d'exercer ses activités politiques au grand jour et d'obtenir en juillet de la même année la légalisation de son parti, And-Jëf/MRDN, dont il devient le leader.
Candidat pour la première fois à l'élection présidentielle de 1988, il remporte 2 849 voix, soit 0,25 %.
Il se présente à nouveau à celle de 1993, mais, marqué par son passé et peut-être par ses origines casamançaises, il n'obtient que 37 787 voix, soit 2,91 %, un score qui le classe en troisième position derrière le président sortant Diouf et le principal de ses opposants, Abdoulaye Wade.
Il fait à nouveau partie des candidats à l'élection de 2007, au nom de la coalition « And Défar Sénégal » (ensemble pour construire le Sénégal), Conseil national de And-Jëf/Parti africain pour la démocratie et le socialisme (AJ/PADS). Il y recueille 70 780 voix, soit 2,07 %.
Savané est en revanche élu député lors des législatives de mai 1993 sur une liste de partis politiques de l'opposition coalisés. Cette même année, il est arrêté en novembre lors d'une manifestation contre la réduction des salaires des fonctionnaires et condamné à six mois de prison avec sursis.
En 1994, il est élu à nouveau emprisonné pendant cinq mois avec Wade après des émeutes ayant entraîné la mort de policiers. À sa sortie de prison, le président Diouf l'invite à entrer au gouvernement avec Wade. Alors que ce dernier accepte, Savané—qui cache difficilement son antipathie pour Wade—décline l'offre.
Lors des élections locales de 1996, le parti de Savané arrive troisième position après le PS et le PDS. Mais ces bons résultats ne seront pas renouvelés aux législatives de mai 1998 à l'issue desquelles il est vice-président du groupe parlementaire ‘'Liberté, Démocratie et Progrès (LDP) qui a pour noyau dur le PDS.
En avril 2000, Landing Savané tire les dividendes de son engagement auprès de Wade en obtenant le ‘'super ministère de l'Artisanat, des Mines et de l'Industrie, un portefeuille qui est considéré comme ‘'le plus important, selon les mots du président Wade. Landing n'hérite cependant pas des attributions de l'Energie (qui relevaient auparavant du même ministère) qui sont confiées à son allié du ‘'pôle de gauche, Abdoulaye Bathily.
Dès son entrée en fonction, Savané manifeste son indépendance en s'opposant à la nomination d'un cadre du PDS à la tête des Industries chimiques du Sénégal (ICS). Il se trouve cependant ensuite sur la sellette lorsque le conseil d'administration des ICS refuse d'avaliser la nomination par le gouvernement de Djibril Ngom comme nouveau directeur général à la place d'un proche de Abdou Diouf, Pierre Babacar Kama.
À la suite des législatives de fin avril 2001, Savané, dont le parti n'a pas réalisé un bon score, perd de son influence au sein du gouvernement. Il est délesté du portefeuille des Mines qui donnait de la consistance à son département et le plaçait comme le numéro deux du gouvernement. En revanche, à l'Assemblée nationale, une de ses députées, Hawa Dia Thiam, est élue à la tête de la commission développement et aménagement du territoire.
Fort de ses réseaux ouest-africains, Landing Savané a par ailleurs joué un rôle de médiateur dans le conflit du Liberia au début des années 1990, celui du Sierra Leone en 1995 et celui du Congo lors de la guerre qui a éclaté en 1997 entre Pascal Lissouba et Denis Sassou Nguesso. Ami personnel de Laurent Gbagbo, ancien président de la Côte d'Ivoire, il est également lié aux présidents Blaise Compaoré (Burkina Faso) et Alpha Omar Konaré (Mali) ainsi qu'à des opposants comme Mohamadou Issoufou (Niger) Paul Mba Abessole) (Gabon) ou Edem Kodjo (Togo).
Ses loisirs sont la natation et le ping-pong, sans oublier le fitness (il possède un appareil à la maison pour faire des exercices de musculation), le cinéma et la lecture. Il lit particulièrement des romans policiers (Simenon) et des livres en anglais[réf. souhaitée].

## Famille
Son épouse est Marie-Angélique Savané (née Sagna), sociologue de formation, militante politique et féministe très active.
Son fils Sitapha Savané a choisi une carrière de basketteur professionnel après ses études à l'Académie navale d'Annapolis.
Son autre fils, Lamine Michel Savané est responsable de Vision 21 qui est l’agent marketing de la Fédération sénégalaise de basket-ball.

## Écrits
- Adieu la France, 1975 (roman écrit en prison)
- La situation économique du Sénégal et le FMI, Dakar, And Jef - Mouvement révolutionnaire pour la démocratie nouvelle, 1981, 37 p. (essai)
- Luttes et lueurs, Éditions Silex, 1987 (poèmes)
- Population : un point de vue africain, Anvers, Éditions EPO, 1988, 218 p.  (ISBN 2872620397) (essai)
- Problèmes de populations et de développement en Afrique subsaharienne (essai)
- Errance et espérances, 1992 (poèmes)
- Le grand tournant du XXe siècle: un regard Africain sur le siècle des ruptures, (2008) (essai socio-économique)